# Muslay család

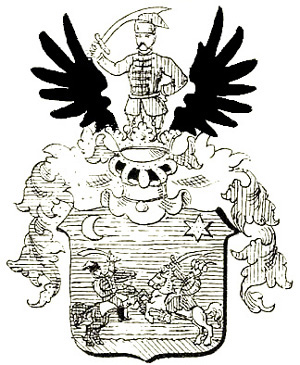
A Muslay család címere

## A család eredete
A család alapítója Simon Antal, aki Miksa királytól – meg nem nevezett testvéreivel együtt 1565. szeptember 2-án címeres nemeslevelet nyertek. Ugyanő, mint a komáromi naszádosok vajdája, 1567. július 16-án Szentendrén (Pilis vm.) három kúriát és ugyanez év július 27-én a szintén e megyében fekvő egész Jenő (ma Borosjenő) elhagyott helységet nyerte királyi adományban. Fia Barnabás volt az első, aki „borosjenői Simon másképp Muslay”-nak írta magát, tőle a család leszármazása szakadatlanul levezethető. A címeres nemeslevél szerzők egyikétől még egy más család is származik, az eredeti nevüket megtartott vasmegyei Simonok, kiknek egy ága 1888. március 22-én „alsó-telekesi” előnevet nyert.

## Címer
A családi címer leírása: kék pajzsban zöld földön jobbról fekete lovon ülő vörös ruhás fekete kucsmás magyar vitéz, balról fehér lovon ülő zöld ruhás fehér turbános török egymással harcol. Sisakdísz: két fekete sasszárny között kiemelkedő kardot tartó vörös ruhás magyar vitéz. Takarók: kék-arany, vörös-ezüst. A család így használja már a XVIII. század óta a címert, azonban a címeres levélben, a sisakdisz más: vörös ruhás kar kardot tart és a takaró mindkét oldalon arany-ezüst-vörös.

## Családfa
```

                                 Muslay másképp Simon
                                      Antal 1567
                                          |
                                          |
                                  Muslay Barnabás
                                   (Torkos Anna)
                                          |
                                __________|__________
                               /                     \
                           I. Péter                János
                             1630          pozsonyi kamarai tanácsos
                              |
                    __________|_____________
                   /                        \
              I. Gábor                    István 
      (párisi Bácsmegyei Dorottya)  (katona, a XVIII. sz.
                  |                    elején elesett)
                  |
              II. Péter
           (szemenyei Kata)
                  |
                  |
              II. Gábor
      Pest vm. másodalispánja (1768)
           (Vay Anna 1753)
                  |
         _________|_____________________________________________________________________
        /                 |                |      |          |              |           \
   II. Antal            III. Gábor       Péter  Károly     István          Bora         N.
     *1744           felkelő nemességnél   +      +    (Hamar Johanna) (Jeszenszky) (Hagara Pál
  +1826. V. 28.        őrnagy (1797)                         |                        ugocsai 
 csanádi főispán        (Battha N.)          ________________|_________________       alispán)
(Jankovics Mária)                           /                |                 \
        |                               András             Luiza            Bertalan
        |                        * 1807. X. 30. Rád                      birtokos Rádon
        |                             zeneköltő
        |
        |__________________________________________________________________________________
           |                            |            |        |              |             \
      III. Antal                   I. László       Mária  Franciska         Imre           N.
      *1773 +1828             * 1783. XII. 1. Rád    +    (Mocsáry        cs. kir.  (Lenhardtné)
Nógrád vm. főjegyzője (1806)   Temes vm. alispánja          Dániel)       kapitány
   cs. kir. kamarás                  (1808)                           cs. kir. kamarás
   (Jablonczy Anna)          (bajári Vigyázó Mária)                   _______|_______
           |                            |                            /               \
           |              ______________|_________________     Sal. Ferencz      N. (Dudichné)
           |             /              |                 \
           |     II. László          Etelka             Izabella
           |                       *1819 +1856     (br. Ambrózy György)
           |                 (br. Majthényi László) 
           |
      _____|_________________
     /        |              \
Zsigmond   Jozefine        Sándor
    +      (Luksené)   * 1815. VI. 11.
                         Nagyszombat
                         + 1902. Rád
                       (Mocsáry Etelka)
                              |
         _____________________|________________________________________________________
        /                   |                    |                    |                \
      Sándor               Anna                Gyula                Margit           Etelka
* 1854. X. 6. Pest    * 1856. VII. 4.    * 1860. X. 31. Rád     * 1862. V. 31.   * 1870. V. 28. 
                      + 1880. IV. 21.   (Szentiványi Antónia)                   (Csernyus Allan)
                     (Majthényi Rudolf)          |
                                                 |
        _________________________________________|_____________________________
       /                  |                   |                 |              \
     Mária              Antal               Sándor             Anna          István
 * 1891. II. 2.    * 1892. XII. 20.    * 1895. XII. 22.    * 1900. V. 9.     * 1904.

```

## Lásg még
- Rád (Muslay kastély)